# Matthias Kralj
Matthias Kralj (* 23. August 1933 in Ljubljana) ist ein österreichischer Bühnenbildner und Kostümbildner.

## Leben
Matthias Kraljs Vater Emil Kralj war Schauspieler am Slowenischen Nationaltheater. Während des Zweiten Weltkriegs übersiedelte die Familie mit dem neunjährigen Matthias 1942 von Ljubljana nach Klagenfurt. 1952 begann Kralj Bühnenbild an der Akademie der bildenden Künste Wien sowie Theaterwissenschaft an der Universität Wien zu studieren. Einer Assistenz an der Wiener Volksoper folgten ab 1958 Engagements als Bühnenbildner in Lübeck, Braunschweig und Mannheim und 1968 wieder in Klagenfurt, an dessen Stadttheater er unter der Intendanz von Herbert Wochinz wirkte. 1976 holte ihn Achim Benning an das Wiener Burgtheater. Als Leiter des Ausstattungswesens zeichnete Kralj in den folgenden 17 Jahren für über 50 Produktionen verantwortlich.
Getreu seinem künstlerischen Credo „So wenig wie möglich – so viel wie nötig.“ waren Kraljs Bühnengestaltungen von Sparsamkeit und Reduktion kennzeichnet, während sie zugleich den Geist des jeweiligen Stückes einfingen.
In Summe schuf Matthias Kralj mehr als 250 Bühnenbilder und -ausstattungen in verschiedenen Ländern Europas und arbeitete mit Regisseuren wie Achim Benning, Adolf Dresen, Alfred Kirchner, Leopold Lindtberg, Rudolf Noelte, Peter Palitzsch, Otto Schenk, Rudolf Steinboeck und Herbert Wochinz zusammen. Neben Gastspielen u. a. in München, Saloniki, Athen, Berlin, Salzburg, Lissabon und Zürich gestaltete er 25 Jahre lang die Bühne der Komödienspiele Porcia in Spittal an der Drau.
Kralj erhielt Lehraufträge vom Reinhardt-Seminar, dem Institut für Theaterwissenschaft der Universität Wien, und der Stanford University (CA).
Ab 1997 wandte er sich vermehrt der Malerei zu, wovon Ausstellungen in Klagenfurt, Ljubljana, Triest und Wien Zeugnis ablegen. 1998 und 1999 war er Künstlerischer Leiter des Kinder-Ateliers des Carinthischen Kindersommers. Die sechsunddreißig hier von Kindern zum Zweck der Erstellung des Ossiacher Fastentuchs gemalten Bilder zur Bibel wurden 2011 auch zur Grundlage des Buches Mit Kinderaugen Gott schauen von Alois Schwarz, dem damaligen Bischof der Diözese Gurk in Klagenfurt.
Matthias Kralj ist seit 1966 mit der Kostümbildnerin Evelyne, geborene Frank, Tochter der Schauspielerin Ellen Frank, verheiratet. Aus dieser Ehe stammt eine Tochter.

## Auszeichnungen
- Josef-Kainz-Medaille der Stadt Wien (1977)
- Österreichisches Ehrenkreuz für Wissenschaft und Kunst
- Goldene Füger-Medaille der Akademie der bildenden Künste Wien
- Berufstitel Professor (2007)

## Werke
- Wichtigste Bühnenwerke: Emilia Galotti (Braunschweig, 1965), Figarros Hochzeit (Klagenfurt, 1968), Wiener Blut (Klagenfurt, 1972), Der verlorene Sohn (Carinthischer Sommer, 1975), Die verzauberten Brüder (Burgtheater, 1976), Gespräche im Hause Stein (Burgtheater 1977), Iphigenie auf Tauris (Burgtheater 1978), Sommergäste (Burgtheater 1979), Dantons Tod (Burgtheater, 1982), Das alte Land (Burgtheater 1984), Maria Stuart (Burgtheater 1984), Ein Monat auf dem Lande (Burgtheater 1986), Die Minderleister (Akademietheater, 1988).
- Liebeskunst. [Ovid] Illustrationen: Matthias Kralj, Übertragen und eingeleitet von Hertha Lorenz. Eduard Kaiser Verlag, Klagenfurt 1956
- Liebesnächte aus 1001 Nacht. Nach der Originalübersetzung von Dr. Gustav Weil, ausgewählt und frei bearbeitet von Hertha Lorenz mit 57 Federzeichnungen von Matthias Kralj. Eduard Kaiser Verlag, Klagenfurt 1964.
- Matthias Kralj: scene in kostumi. Slovenski Gledališki Muzej, Ljubljana 2003, ISBN 961-6218-75-1.
- Räume und Gestalten. Heyn, Klagenfurt 2012, ISBN 978-3-7084-0461-5. (Katalog zur gleichnamigen Ausstellung in der Galerie Magnet im Palais Fugger, Klagenfurt)

## Ausstellungen
- Malerei und Zeichnungen. Galerie Freund, Klagenfurt 2000.
- Malerei und Zeichnungen. Galerie Fichtegasse 1, Wien 2002.
- Räume des Erzählens: Matthias Kralj – Bühnenbilder und Kostüme. Österreichisches Theatermuseum, Wien 2007.
- Räume und Gestalten. Galerie Magnet, Klagenfurt 2012.